# Tamm-Wagen
Die Tamm-Wagen GmbH war ein deutscher Automobilhersteller aus Karlsruhe, der nur 1922 tätig war. Der Markenname lautete Tamm.
Das einzige Modell war ein Kleinwagen. Für den Antrieb sorgte ein Zweizylindermotor mit Luftkühlung. Der Antrieb erfolgte über ein Friktions- bzw. Reibradgetriebe auf das rechte Hinterrad.